# Un justicier dans l'ennui
Un justicier dans l'ennui est le second album publié dans la série Donjon Potron-Minet de la saga Donjon, numéroté -98, dessiné par Christophe Blain, écrit par Lewis Trondheim et Joann Sfar, mis en couleur par Walter et publié en avril 2001.

## Résumé
Après avoir sauvé l'Arbolesse, Hyacinte la laisse au château de son père, avec les petits lutins, sous la garde du docteur Hippolyte. Il retourne à Antipolis, fait la connaissance d'Alcibiade, le fils d'Hyppolite, et d'Horous, le nécromancien. La nuit, il reste un héros pitoyable qui arrive trop tard pour secourir les gens, ce qui fait qu'on l'accuse de l'agression, et quand il va porter une rose sur le balcon d'Alexandra, la tueuse dont il est amoureux, elle est en pleine débauche sexuelle avec Jean-Michel, l'homme de main de son oncle. Hyacinthe est gravement blessé dans le duel qui s'ensuit. Le lendemain, l'oncle de Hyacinthe, qui intrigue pour mettre en place un projet de métro sous-terrain dont il tirerait de substantiels dividendes, le charge de questionner l'un de ses profs de la fac, qui a été nommé directeur de la commission d'inspection du projet. Mais le professeur Fontaine est résolument contre. Le week-end suivant, Hyacinthe invite ses amis au château de son père, qui a été fortement agrandi par les petits lutins. Le sous-sol commence à devenir un vrai dédale. Cette nuit-là, après une aventure romantique, la blessure de Hyacinthe se ré-ouvre dans un combat contre des « Brous », les chèvres carnivores. Ce sont les petits lutins qui le récupèrent, le soignent, et lui font cadeau de ce qui va devenir l'un des sept objets du destin : la pipe du bon Dieu. En fonction du tabac qu'il y met, le fumeur peut voir les gens tous nus, ou passer à travers les murs, et plein d'autres super-pouvoirs délirants.